# Cantó d'Ozoir-la-Ferrière
El cantó d'Ozoir-la-Ferrière és una divisió administrativa francesa del departament de Sena i Marne, situat al districte de Torcy i al districte de Provins. Creat amb la reorganització cantonal del 2015.

## Municipis
1. Chevry-Cossigny
2. Favières
3. Férolles-Attilly
4. Ferrières-en-Brie
5. Gretz-Armainvilliers
6. Lésigny
7. Ozoir-la-Ferrière
8. Pontcarré
9. Servon
10. Tournan-en-Brie
11. Villeneuve-le-Comte
12. Villeneuve-Saint-Denis